# Centrum Technologii Informatycznych
Centrum Technologii Informatycznych  (CTI) –  ogólnouczelniana jednostka Politechniki Łódzkiej.
Zadaniem Centrum Technologii Informatycznych jest wspieranie kształcenia w zakresie budowania i wykorzystywania technologii informatycznych we wszystkich obszarach wykształcenia realizowanego przez Politechnikę Łódzką. Zakres działania Centrum ukierunkowany jest na rozwój specjalistycznego kształcenia w obszarze ICT przede wszystkim na studiach II i III stopnia, a także na zaproponowanie szerokiej i wielokierunkowej oferty edukacyjnej, tym także nauczenia na odległość. Centrum prowadzi działania zmierzające do unowocześniania procesu dydaktycznego w oparciu o współpracę z przemysłem oraz innymi jednostkami dydaktycznymi i naukowymi zarówno z kraju, jak i z zagranicy oraz ściśle współpracuje z Klaster ICT Polska Centralna. Od marca 2016 regularnie odbywają się wykłady prowadzone przez ekspertów z firm.

## Historia Centrum
Prace koncepcyjne rozpoczęto w 2007 roku. W 2008 powołano zespół złożony z przedstawicieli dwóch wydziałów Fizyki Technicznej, Informatyki i Matematyki Stosowanej oraz Elektrotechniki, Elektroniki, Informatyki i Automatyki. W sumie przy realizacji projektu współpracowało ponad 80 nauczycieli akademickich, pracowników administracyjnych i technicznych. Przy opracowywaniu koncepcji Centrum współpracowano ściśle z przedsiębiorcami, których zadaniem było zdefiniowanie profilów pracowników, których powinna dostarczać Politechnika Łódzka.
W latach 2008-2009 przygotowano i złożono projekt w ramach XIII osi priorytetowej Programu Infrastruktura i Środowisko. W dniu 31 sierpnia 2009 podpisano umowę z Ośrodkiem Przetwarzania Informacji na kwotę prawie 40 mln PLN na realizację „Centrum Technologii Informatycznych Politechniki Łódzkiej”. Założono, że ponad połowa środków zostanie przeznaczona na zakup aparatury i pomocy dydaktycznych dla studentów. Zaprojektowano i wykonano budynek o powierzchni ponad 4500 m², w którym znalazło miejsce 21 specjalistycznych laboratoriów, sala kinowa 3D, serwerownia oraz pomieszczenia wideokonferencyjne i pracownie dla studentów.
W 2013 roku przystąpiono do wyposażania Centrum. Pierwsi studenci rozpoczęli korzystanie z infrastruktury w 2014 roku. Od lutego 2014 w budynku B-19 działała jednostka pod nazwą „Centrum Technologii Informatycznych w organizacji”.
W dniu 25 września 2014 roku zarządzeniem JM Rektora o numerze 13/2014 zostało oficjalnie powołane „Centrum Technologii Informatycznych”.
W dniu 23 kwietnia 2015 odbyło się uroczyste otwarcie Centrum z udziałem władz Uczelni, miasta, województwa oraz przedstawicieli ministerstw.
Pełną sprawność operacyjną Centrum uzyskało we wrześniu 2015. Obecnie z Centrum korzysta prawie 2000 studentów Politechniki Łódzkiej w ramach zajęć związanych z technologiami informatycznymi oraz przedsiębiorczością.
Centrum mieści się w budynku B-19 w kampusie B Politechniki Łódzkiej przy ulicy Wólczańskiej 217/223 w Łodzi.

## Wykaz laboratoriów

### Laboratoria sieciowe
- Laboratorium sieciowych systemów operacyjnych i technologii sieci komputerowych
- Laboratorium systemów rozproszonych
- Laboratorium bezpieczeństwa sieci komputerowych
- Laboratorium monitorowania i zarządzania sieciami komputerowymi
- Laboratorium sieci bezprzewodowych
- Laboratorium systemów rozproszonych

### Laboratoria przemysłowe
- Laboratorium wizualizacji danych pomiarowych
- Laboratorium przetwarzania danych pomiarowych
- Laboratorium systemów rozproszonych
- Laboratorium komputerów i sterowników przemysłowych
- Laboratorium Sztucznej Inteligencji w obrazowaniu i rozpoznawaniu
- Laboratorium sieci przemysłowych i zintegrowanego sterowania
- Laboratorium systemów mikroprocesorowych
- Laboratorium obliczeń naukowych, wirtualizacji i przetwarzania w chmurze

### Laboratoria multimedialne
- Laboratorium biometrii
- Laboratorium rzeczywistości mieszanej i technik filmowych
- Laboratorium animacji i gier komputerowych
- Laboratorium sztucznej inteligencji w obrazowaniu i rozpoznawaniu
- Laboratorium technologii mobilnych
- Laboratorium integracji technik multimedialnych

## Władze
- Dyrektor Centrum Technologii Informatycznych – dr inż. Przemysław Sękalski
- Z-ca dyrektora ds. administracyjnych – mgr Anna Szulczyk